# Georg Bautzmann
Georg Bautzmann (* 3. März 1935; † 9. Juni 2025) war ein deutscher Brigadegeneral des Heeres der Bundeswehr und Angehöriger des Bundesnachrichtendienstes.

## Leben
Bautzmann wurde in einem Panzeraufklärungsbataillon der Bundeswehr ausgebildet. Von 1966 bis 1968 absolvierte er den 9. Generalstabslehrgang Heer an der Führungsakademie der Bundeswehr in Hamburg, wo er zum Offizier im Generalstabsdienst ausgebildet wurde. Am 26. März 1980 erfolgte die Beförderung zum Oberst und am 1. Oktober 1984 zum Brigadegeneral. Bis September 1984 war er Referatsleiter im Führungsstab der Streitkräfte (Fü S II 2) – Militärisches Nachrichtenwesen – im Bundesministerium der Verteidigung auf der Hardthöhe in Bonn. Ab Oktober 1984 war er Unterabteilungsleiter 33 (Militärische Auswertung) im Bundesnachrichtendienst in Pullach im Isartal als Vorgänger von Jochen Mehner. Von April 1988 bis September 1992 war Bautzmann Stabsabteilungsleiter im Führungsstab der Streitkräfte (Fü S II) in Bonn. Mit Ablauf des September 1992 wurde er in den Ruhestand versetzt.
Bautzmann war von 1994 bis 2001 Leiter des Regionalkreises Bayern der Clausewitz-Gesellschaft. 1997 wurde er in Anerkennung für seine Arbeit mit deren Goldener Ehrennadel ausgezeichnet. 2001 erhielt er die Medaille „Für Verdienste um die Clausewitz-Gesellschaft“.
Bautzmann hatte einen Sohn und eine Tochter. Er verstarb 2025 und wurde auf dem Zeller Friedhof beigesetzt.

## Auszeichnungen
- Ehrenkreuz der Bundeswehr in Gold
- 1976: Bundesverdienstkreuz am Bande
- 1988: Bundesverdienstkreuz 1. Klasse
- Legion of Merit, Officers Cross

## Schriften
- Der Tschetschenien-Konflikt und die Rolle der Medien. In: Osteuropa. Band 46, Nr. 3, 1996, S. 284–285.
- mit Franz Walter: Nochmals zum Krieg in Tschetschenien. In: Osteuropa. Band 46, Nr. 7, 1996, S. 716–718.
- Zu den Kriegsplanungen des Warschauer Paktes in den achtziger Jahren. In: Büro für Sicherheitspolitik (Hrsg.): Österreichisches Jahrbuch für internationale Sicherheitspolitik 1997. Styria, Graz 1997, ISBN 3-222-12562-7, S. 151–161.
- Kriegsführungspläne des Warschauer Paktes in der sogenannten Zeit des Kalten Krieges. In: Landesverteidigungsakademie (Hrsg.): Österreichs Neutralität und die Operationsplanungen des Warschauer Paktes. Wien 1999.